# INI文件
INI檔案是一種無固定標準格式的設定檔。它以簡單的文字與簡單的結構組成，常常使用在Windows作業系統上，許多程式也會採用INI檔案做為設定檔之用。Windows作業系統後來以登錄檔的形式取代掉INI檔。INI檔案的命名來源，是取自英文「初始（Initial）」的首字縮寫，正與它的用途——初始化程式相應。有時候，INI檔案也會以不同的副檔名，如「.CFG」、「.CONF」、或是「.TXT」代替。

## 格式

### 節
```
 
[section]

```

### 參數
```
 
name
=
value

```

### 註解
註解使用分號表示（;）。在分號後面的文字，直到該行結尾都全部為註解。
```
 
; comment text

```

## 範例
下面是一個虛擬的程式，其INI檔有兩個小節，前面的小節是用來設定擁有者的資訊，而後面的小節是用來設定資料庫的位置。前面的註解記載誰最後編輯此檔案，而後面的註解記錄為何不使用域名而是使用IP地址。
```
; last modified 1 April 2001 by John Doe

[owner]

name
=
John Doe

organization
=
Acme Products

[database]

server
=
192.0.2.42
 
; use IP address in case network name resolution is not working

port
=
143

file
=
"acme payroll.dat"

```